# Oligonychus peronis
Oligonychus peronis är en spindeldjursart som beskrevs av Pritchard och Baker 1955. Oligonychus peronis ingår i släktet Oligonychus och familjen Tetranychidae. Inga underarter finns listade i Catalogue of Life.